# Festival des 3 Continents 2001
Le Festival des 3 Continents 2001, 23e édition du festival, s'est déroulé du 20 novembre 2001 au 27 novembre 2001.

## Jury
- Juan Luis Buñuel : réalisateur français
- Damien Odoul : réalisateur français
- Candice Hugo : actrice italienne
- Sarah Pratt : actrice américaine
- Philippe Katerine : chanteur français
- Thomas Stenderup : producteur danois

## Sélection

### En compétition[1]
| Titre                               | Réalisation       | Pays      |
| ----------------------------------- | ----------------- | --------- |
| Samedi (Sabado)                     | Juan Villegas     | Argentine |
| Un taxi pour trois (Taxi para tres) | Orlando Lübbert   | Chili     |
| Conjugaison (Dong Ci Bian Wai)      | Emily Tang        | Hong Kong |
| Fruits de mer (Hai Xian)            | Zhu Wen           | Chine     |
| Calme (Shantham)                    | Jayaraj           | Inde      |
| Dekha                               | Goutam Ghose      | Inde      |
| Delbaran                            | Abolfazl Jalili   | Iran      |
| Harmful Insect (害虫, Gaichū)       | Akihiko Shiota    | Japon     |
| Le Cheval de vent (Aoud Rih)        | Daoud Aoulad-Syad | Maroc     |
| La comédie humaine (Ren Jian Xi Ju) | Hung Hung         | Taïwan    |

### Autres programmations[2]
- Hommage à Lino Brocka
- Hommage à Katy Jurado
- Auteurs du Kazakhstan et du Kirghizistan
- Hommage à Nour El-Sherif
- Wu xia pian, le film de sabre de Hong Kong
- Deux auteurs malais : U-Wei Haji Saari et Osman Ali

## Palmarès[2]
- Montgolfière d'or : Delbaran d'Abolfazl Jalili
- Montgolfière d'argent : Dekha de Goutam Ghose
- Prix spécial du jury : Harmful Insect de Akihiko Shiota
- Prix d’interprétation féminine :  Aoi Miyazaki  dans Harmful Insect
- Prix d’interprétation masculine : Cheng Taisheng dans Fruits de mer
- Prix du Jury Jeune : Le Cheval de vent de Daoud Aoulad-Syad
- Prix du public : La comédie humaine de Hung Hung